# 알베르타스 시메나스
알베르타스 시메나스(리투아니아어: Albertas Šimėnas, 1950년 2월 17일~)는 리투아니아의 정치인이자 제2대 총리이다. 

## 생애
소련 리투아니아 소비에트 사회주의 공화국 우테나주의 파필랴이 출신이다. 1972년 빌뉴스 대학교에서 경제학 학위를 취득했으며 대학 졸업 후에는 리투아니아 SSR 경제 계획 연구소의 직원으로 근무했다. 이후 1984년부터 1989년까지 빌뉴스 게디미나스 공과대학교에서 강의를 맡았다. 한편 리투아니아 독립 운동 단체인 사유디스에 가입하여 사유디스 최고 위원회인 재건 세이마스에 선출되었다.
1990년 3월 11일에는 리투아니아 국가재건법에 서명했으며 1990년 1월 리투아니아 제2공화국 초대 총리인 카지미라 프룬스키에네가 물가 상승 문제로 인해 사임하자 차기 총리로 집권했다. 그러나 집권 3일 만인 1990년 1월 13일 리투아니아의 독립을 저지하기 위해 파견된 소련군이 빌뉴스 시내의 주요 건물을 포위하면서 1월 사건이 발발하자 행방불명되었다. 이후 리투아니아 정부가 소집한 긴급 회의를 거쳐 게디미나스 바그노류스가 차기 총리로 집권했다.
소련군을 피해 가족들과 드루스키닝카이에서 머물던 시메나스는 이듬해인 1991년 1월 14일 잠적 생활을 청산하고 다시 대중들 앞에 나타났으며 같은 해 5월 30일 경제부 장관에 취임하면서 바그노류스 행정부에 합류했다. 이후 1992년 바그노류스 행정부가 물러날 때 함께 장관직에서 물러났으며 1994년 리투아니아 기독교민주당에 가입했다. 1996년 제7대 세이마스 의원으로 선출되었다. 2004년에는 총선과 유럽 의회 선거에 출마했으나 낙선했다.